# Robyn Malcolm
Robyn Malcolm, född den 15 mars 1965, är en nyzeeländsk skådespelare.
Malcolm har bland annat medverkat i TV-serien Outrageous Fortune där hon spelade huvudrollen som Cheryl West. I TV-serierna Den som bär skuld och Överlevarna spelade hon också en av huvudrollerna som Penny respektive Verity Elliott.

## Filmografi (i urval)
- 2005–2010 – Outrageous Fortune (TV-serie)
- 2023 – Den som bär skuld (TV-serie)
- 2025 – Överlevarna (TV-serie)